# Harald Helfgott

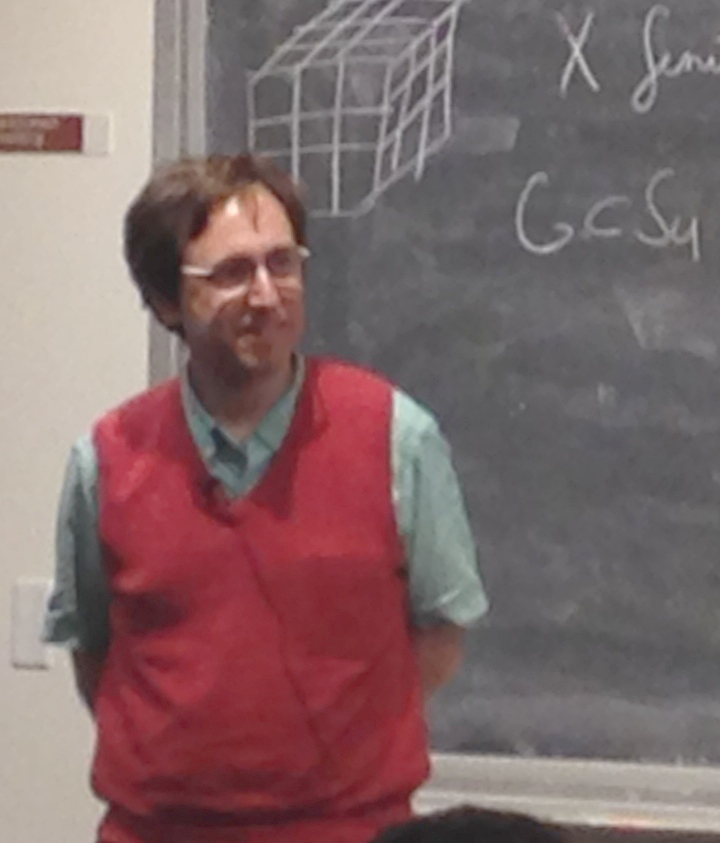
Harald Helfgott, Mai 2014

Harald Andrés Helfgott (* 25. November 1977 in Lima, Peru) ist ein peruanischer Mathematiker, der sich mit Zahlentheorie und Gruppentheorie befasst.

## Leben und akademische Laufbahn
Helfgott besuchte die deutsche Humboldt-Schule in Lima und studierte danach Mathematik an der amerikanischen Brandeis University mit dem Bachelor-Abschluss 1998 summa cum laude. 2003 wurde er an der Princeton University bei Henryk Iwaniec (und Peter Sarnak) promoviert (Titel der Dissertation: Root numbers and the parity problem). Als Post-Doktorand war er 2003/2004 Gibbs Assistant Professor an der Yale University und 2004 bis 2006 an der Universität Montreal und der Concordia University. Ab 2006 war er Lecturer und ab 2009 Reader an der University of Bristol. Er forschte ab 2010 für das CNRS an der École normale supérieure; 2013 wurde er daneben Honorarprofessor an der Universidad Nacional Mayor de San Marcos in seinem Geburtsland Peru. Von 2015 bis 2022 hatte er eine Humboldt-Professur in Göttingen mit den Forschungsschwerpunkten Algebraische Geometrie und Zahlentheorie inne.
Neben seiner Professur gab Helfgott extracurriculäre Kurse in Peru, Indien, Kuba, Bolivien, Brasilien und der Schweiz.

## Wissenschaftliche Leistungen
2013 kündigte er einen Beweis der ternären Goldbachschen Vermutung für hinreichend große Zahlen an, nach der ungerade Zahlen als Summe dreier Primzahlen darstellbar sind. Die Grenze lag mit {\displaystyle 10^{30}} erheblich niedriger als in vorherigen Beweisen und damit niedrig genug, um die restlichen Fälle (die Vermutung behauptet die Darstellbarkeit für ungerade Zahlen größer als 5) per Computer zu erledigen (was er mit David Platt ebenfalls ausführte). Der Beweis benutzt die Kreismethode von Hardy und Littlewood, Abschätzungen von Exponentialsummen nach Winogradow und das große Sieb nach Juri Linnik.
Der Beweis wurde 2015 für die Annals of Mathematics Studies in Princeton akzeptiert und ist bisher noch nicht vollständig erschienen und einem vollständigen Peer-Review unterzogen (Stand 2021). Helfgott beschloss daher, die Kapitel stückweise auf seiner Homepage zu veröffentlichen.
Außerdem befasste sich Helfgott mit Wachstum in Gruppen bzgl. gegebener Erzeugendensysteme, insbesondere für algebraische Gruppen über endlichen Körpern wie {\displaystyle \mathrm {SL} (n,\mathbb {Z} /p\mathbb {Z} )}. Mit Akshay Venkatesh gab er neue Abschätzungen für die Anzahl ganzzahliger Punkte auf elliptischen Kurven an. 2014 war er eingeladener Sprecher auf dem ICM in Seoul (The ternary Goldbach problem).

## Auszeichnungen
- 2007 Advanced Research Fellowship des britischen Engineering and Physical Sciences Research Council (EPSRC)
- 2008 Philip Leverhulme Prize
- 2010 Whitehead-Preis
- 2011 Adams-Preis (gemeinsam mit Tom Sanders)
- 2019 Wahl in die Amerikanische Mathematiker-Vereinigung (American Mathematical Society, AMS)
- 2021 Wahl in die Akademie der Wissenschaften zu Göttingen[17]

## Schriften
- The ternary Goldbach problem, Arxiv (Präsentation des Beweises in Buchform, 2015)